# 農業法人
農業法人（のうぎょうほうじん）とは、農業を営む法人に対して任意で使用される呼称である。(農)と略記されることもある。
任意で使用される呼称であるため、学校法人（私立学校法）や宗教法人（宗教法人法）、医療法人（医療法）のように法的に定められた名称ではない。
法的に定められた農業経営に関連する固有の法人の組織形態としては、1962年改正後の農業協同組合法を根拠法とする、非営利の農事組合法人がある。
また、2009年の農地法の改正により、株式会社などの一般法人でも農地の貸借はほぼ自由に行えるようになっており、借地で農業を行う会社を指して「農業法人」と呼ぶことも多い。ただし、農事組合法人、株式会社、合名会社、合資会社又は合同会社が農地を所有(売買)しようとする場合は、農地法第2条第3項の要件に適合した組織形態でなければならない。この農地法の要件に適合した農事組合法人、株式会社、合名会社、合資会社又は合同会社は、農業生産法人と称する。
2015年、農地法が改正され、2016年4月1日より農業生産法人は農地所有適格法人と改称されることになった。農業経営体全体が急速に減少する中でも、2023年1月時点で農地所有適格法人の数は21213法人にのぼり、長期にわたって増加傾向である。

## 法人化に伴うメリットとデメリット
制度上のメリットとしては、融資制度や税制上の優遇措置、社会保障制度、農地の取得支援などがあげられ、経営上のメリットとしては経営管理能力や対外的信用力の向上、農業従事者の確保・育成・福利厚生の充実などがあげられる。
法人化に伴う義務としては、納税義務（法人課税が個人課税より有利となるには、一定以上の所得規模が必要）や事業主負担の発生、記帳義務、会計事務に関する経費負担、設立時に資本金や設立登記費用等の経費が必要なことがあげられる。